# Marcella (opera)
Marcella è un'opera in tre atti (idillio moderno in tre episodi) di Umberto Giordano, su libretto di Henri Caïn e Edouard Adenis, verseggiato da Lorenzo Stecchetti. La prima rappresentazione ebbe luogo al Teatro Lirico di Milano il 9 novembre 1907. Gli spettatori apprezzarono in particolare il secondo atto, mentre l'accoglienza per gli altri due episodi fu più fredda, ma fu buono il successo personale dei protagonisti, Gemma Bellincioni e Fernando De Lucia. Tra i brani più interessanti il finale del primo atto, il racconto di Marcella a Clara del secondo atto, Son tre mesi questa sera, il duetto tra Marcella e Giorgio ancora del secondo atto, il preludio del terzo atto.

## Cast della première
| Personaggio | Cast (Direttore: Ettore Perosio) |
| ----------- | -------------------------------- |
| Marcella    | Gemma Bellincioni                |
| Clara       | Muggia                           |
| Raimonda    | Cristina Pittarollo              |
| Eliana      | Maria Roberto                    |
| Lea         | Amelia Chiostri                  |
| Giorgio     | Fernando De Lucia                |
| Drasco      | Nunzio Rapisardi                 |
| Vernier     | Leo Eral                         |
| Barthélemy  | Aurelio Sabbi                    |
| Flament     | Romeo Boscacci                   |

## Trama
L'azione si svolge a Parigi verso il 1910.

### Primo episodio:Trovata
Giorgio è un principe che si muove in incognito, fingendosi pittore e poeta, per dedicarsi indisturbato alla sua passione per l'arte. In un restaurant alla moda, affollato da avventori gaudenti, conosce Marcella, che difende dalle attenzioni di un gruppo di giovani che la importunano. Marcella gli racconta di essere sola e povera, e tra di loro nasce subito la passione.

### Secondo episodio:Amata
Marcella e Giorgio si sono stabiliti da tre mesi in una casa in campagna. Marcella, che continua a credere che Giorgio sia un povero artista, è preoccupata perché da qualche giorno lo vede turbato. Giunge Drasco, un amico di Giorgio, a chiedergli di tornare al suo paese, dove è scoppiata una rivolta e c'è assolutamente bisogno di lui. Marcella ascoltando non vista i loro discorsi apprende la vera identità di Giorgio e capisce che la dovrà lasciare.

### Terzo episodio:Abbandonata
Giorgio si prepara a partire. Vorrebbe che Marcella lo seguisse, ma lei sa di non poter essere sposa di un principe e si sacrifica. Giorgio parte così da solo mentre Marcella cade a terra straziata dal dolore.

## Discografia
| Anno | Cast: Marcella, Giorgio Drasco, Clara                                  | Direttore, Orchestra e Coro | Etichetta                                          |
| ---- | ---------------------------------------------------------------------- | --- | -------------------------------------------------- |
| 2007 | Serena Daolio, Danilo Formaggia, Pierluigi Dilengite, Natalizia Carone | Manlio Benzi Orchestra Internazionale d'Italia e Coro da camera di Bratislava (Registrato dal vivo nell'Atrio del Palazzo Ducale di Martina Franca, agosto 2007) | CD: - Dynamic CDS 573 (2008) DVD: - NAXOS 2.110263 |